# 朝鮮社会民主党

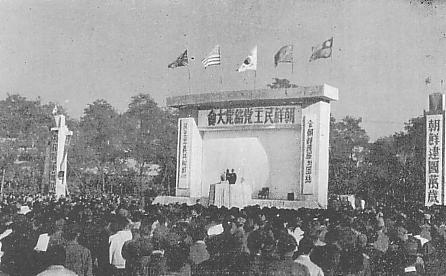
朝鮮民主党の結成大会（1945年11月3日）

朝鮮社会民主党（ちょうせんしゃかいみんしゅとう、조선사회민주당）は、朝鮮民主主義人民共和国の政党の一つ。日本統治の終了直後の混乱期に結成された朝鮮民主党（ちょうせんみんしゅとう、조선민주당）を母体とする。かつては、大韓民国にも同党の系譜を引く政党が存在した。

## 沿革
- 1945年(主体34年)11月3日 中小企業家、手工業者、小売商、小ブルジョア、幾人かの小作農、キリスト教信者によって朝鮮民主党（조선민주당）として結党され、曺晩植が委員長に就任した。

綱領として「民族独立」と「南北統一」、「民主主義確立」を掲げ、キリスト教信者を中心に支持を拡大した。
- 1946年(主体35年)1月 信託統治に反対した曺はソ連軍によって軟禁される。
- 2月 臨時人民委員会保安局長の職にあった崔庸健が副委員長格で送り込まれ、曺を正式に罷免した上で党委員長に昇格。朝鮮民主党は朝鮮共産党北部朝鮮分局（現・朝鮮労働党）傘下の衛星政党として改編された。

そのため、李允栄ら党内の右派勢力は4月から7月にかけて順次越南し、ソウルで新たに朝鮮民主党を結成した。この朝鮮民主党は、南側に既にあった韓国民主党（韓民党）や勤労人民党とは異なる。
- 1948年5月 越南した団体は、韓国初代総選挙で1議席を獲得している。

一方、北半部に残った朝鮮民主党は、朝鮮労働党の指導体制に組み込まれて活動を続けた。
- 1981年 朝鮮社会民主党と改称した。一方、南側の朝鮮民主党は1961年の5・16軍事クーデターですべての政党が解散させられたことにより消滅した。

## 党風
「独立、主権、民主主義、平和と人権の保護」を政治的モットーとしている。しかし、実際は1998年改正朝鮮民主主義人民共和国社会主義憲法第11条の「共和国およびすべての機関は朝鮮労働党の指導のもとに活動を行う」という規定により、朝鮮労働党の指導的役割に組み込まれている。対内的には朝鮮労働党による一党独裁を輔翼し、最高人民会議に代表を送ることで複数政党制の維持に寄与すると共に、対外的には北朝鮮による対南工作活動の実働部隊という役割を与えられている。

議会の体裁を整えるため、執権党である朝鮮労働党との関係は、あくまでも与党ではなく「友党」とされているが、事実上は衛星政党として労働党の一党独裁を輔翼しており、しかも党中央委員会委員長は政府において国家副主席（1998年以前）あるいは最高人民会議常任委員会副委員長を兼務しているため、政権与党を批判・牽制し代替することができるような、本来の野党の役割は果たしていない。

対南関係では、もう一つの衛星政党である天道教青友党と同様に、労働党中央委員会統一戦線部の指揮の下、労働党本体に代わって南半部（大韓民国）の進歩的政党や親北勢力、主体思想派政治家などとの交流を行う。2000年に結成された民主労働党とは、形式上は同じ「野党」として交流関係を持っていたが、同党と国民参与党との合併に伴い2011年に統合進歩党が結成された後は交流関係が維持されているかは不明だった。その後統合進歩党は2014年12月19日付で強制解散となっており、もし今後後継政党が現れたとしてもその政党が本党と交流するかは未知数である。